# Airbus A318

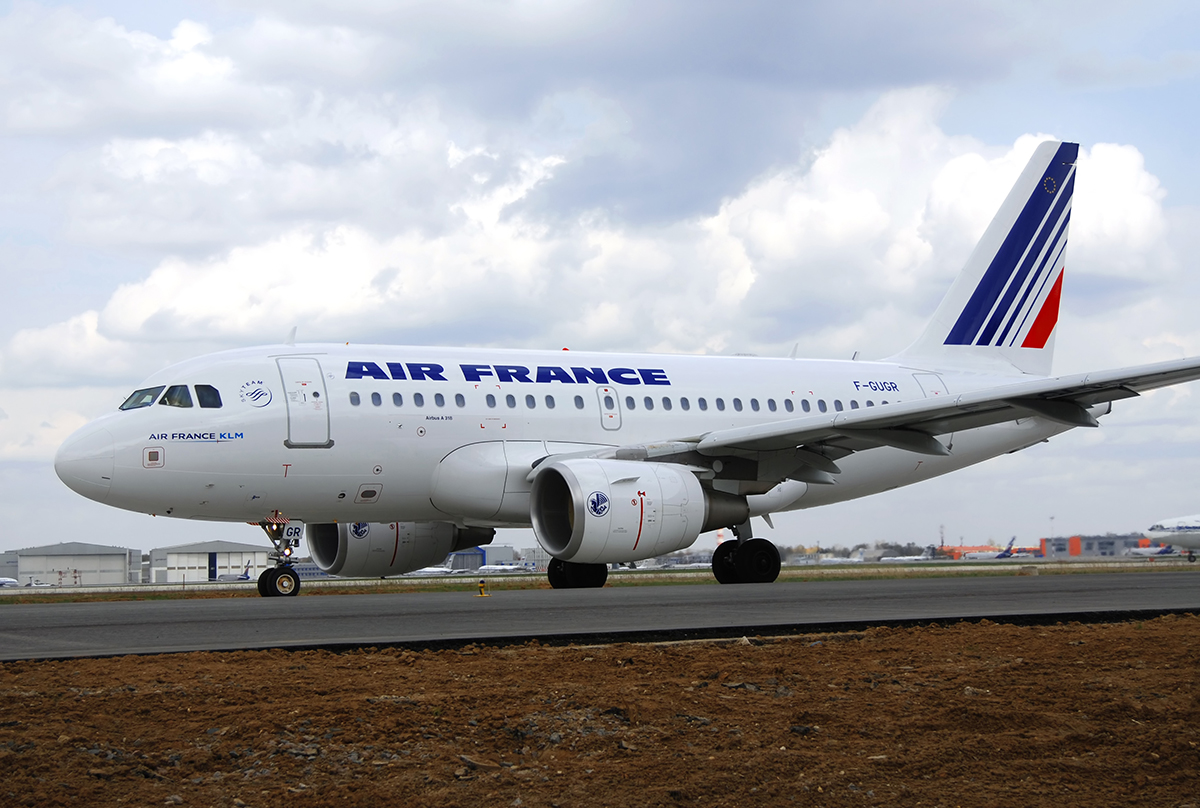
Een Airbus A318 van Air France op de luchthaven van Sjeremetjevo.

De Airbus A318 of de Baby bus is een verkorte versie van de Airbus A320, maar op zeer veel punten identiek aan de Airbus A320, en deelt dezelfde cockpit. Het is een narrow-body-vliegtuig met 1 gangpad en 3 stoelen aan beide kanten. In het toestel is plaats voor circa 130 passagiers. De Airbus A318 is ontworpen voor middellange en korte lijnvluchten waar niet genoeg vraag naar is om de grotere A319, A320 of A321 te vullen. Lancering gebeurde bij Frontier Airlines die het toestel vanaf de zomer van 2003 in dienst nam.
Airbus liet in 2006 proeven uitvoeren met een A318 om dit type goedgekeurd te krijgen voor starts en landingen op de luchthaven van London City Airport. Deze luchthaven is gelegen in de kantorenwijk van de Docklands en heeft een zeer korte start/landingsbaan. Daartoe is er in de cockpit een zogenaamde steep-approach-knop geïnstalleerd, waarmee landingen onder een zeer steile naderingshoek kunnen worden uitgevoerd. Daarmee mikte Airbus er op de A318 als opvolger van de uit productie genomen Bae 146 te positioneren. Deze verloop lukte en British Airways zette voor de verbinding tussen London City Airport en John F. Kennedy International Airport twee toestellen in, voorzien van 32 Club World (Businessclass)-stoelen. Op de heenvlucht werd bijgetankt op Shannon Airport in Ierland omdat een volledig volgetankte A318 niet kon opstijgen vanaf London City Airport. Inmiddels zijn beide toestellen niet langer in gebruik bij British Airways.

## Klanten
Er werden tussen 2002 en 2013 80 toestellen besteld en geleverd. Het toestel werd verkocht aan en gebruikt door de volgende maatschappijen (tussen haakjes het aantal toestellen nog in gebruik op 30 juni 2018):
- Air France: 18 (18)
- Avianca Brazil: 15 (5)
- Frontier Airlines: 9 (0)
- TAROM: 4 (4)
- British Airways: 2 (0) (1 in 2009 doorverkocht aan  Titan Airways: 1 (0))
- Overheden, VIP- en private toestellen: 20 (19)
- Leasing en niet gespecifieerde eigenaars: 12 (2) (10 in leasing door  Avianca: 10 (10))

## Versies
Op 10 november 2005 kondigde Airbus de A318 Elite aan. Deze Airbus A318 Elite was gericht op de middellange-afstand vluchten tot een bereik van 7.400 km. De A318 Elite bood plaats aan maximaal 18 passagiers en zijn aangedreven door CFM motoren. Comlux Aviation werd de launch customer door drie A318 Elite vliegtuigen te bestellen.
In september 2010 kondigde Airbus aan dat de Airbus A318 vanaf 2013 uitgevoerd werd met zogenoemde sharklets. Een verlenging van een vliegtuigvleugel die wervelingen in de lucht vermindert waardoor het vliegtuig efficiënter vliegt en daardoor minder brandstof nodig heeft. Alleen vulde dit het orderboekje niet verder, en werd in 2013 slechts 1 toestel nog afgeleverd.